# 绿白穗莎草
绿白穗莎草（学名：Cyperus fuscus f. pallescens）为莎草科莎草属褐穗莎草下的一个变型。分布于中国大陆的河北、山西等地，多生长于浅水中，目前尚未由人工引种栽培。

## 扩展阅读
- 維基物種上的相關：绿白穗莎草